# Большая Добрая
Большая Добрая — деревня в Краснинском районе Смоленской области России. Входит в состав Краснинского городского поселения. Население — 34 жителя (2007 год). 
Расположена в западной части области в 3 км к западу от Красного, в 4 км западнее автодороги Р135 (Смоленск - Красный - Гусино), на берегу реки Добрая. В 17 км севернее деревни расположена железнодорожная станция Гусино на линии Москва — Минск. 

## История
В годы Великой Отечественной войны деревня была оккупирована гитлеровскими войсками в июле 1941 года, освобождена в сентябре 1943 года.